# Мансьон, Поль
Поль Мансьон (фр. Paul Mansion; 3 июня 1844, Маршен — 16 апреля 1919, Гент) — бельгийский математик.
Учился в Юи, затем в 1867 г. окончил Гентский университет, в 1870 г. защитил в Льеже докторскую диссертацию «Теория мультипликации и преобразования эллиптических функций». Стажировался в Гёттингенском университете у Альфреда Клебша и Эрнста Шеринга.
Преподавал дифференциальные и интегральные вычисления в Гентском университете с 1867 г., экстраординарный профессор с 1870 г., ординарный с 1874 г.; в дальнейшем преподавал также высшую алгебру и теорию вероятности, а также историю математики и физики. В 1880—1881 гг. декан факультета естественных наук, в 1883—1884 гг. секретарь учёного совета университета. С 1910 г. на пенсии.
С 1875 г. руководил, вместе с Эженом Каталаном, журналом Nouvelle correspondance mathématique, в 1881 г. вместе с Жозефом Нойбергом основал журнал Mathesis.
Перевёл на французский язык ряд работ Клебша, Ю. Плюккера, Б. Римана.
С 1882 г. член-корреспондент, с 1887 г. действительный член Королевской академии наук и искусств Бельгии, с 1903 г. её президент. В 1875 г. был одним из соучредителем Брюссельского научного общества, в 1889—1890 гг. его президент. Почётный член ряда иностранных научных обществ, в том числе Казанского физико-математического общества (1904). Кавалер (1881), офицер (1890), командор (1903) Ордена Леопольда.
Дети — лингвист Жозеф Мансьон и философ Огюстен Мансьон, внучка — философ Сюзанна Мансьон.